# Andreas Dresen
Andreas Dresen (Gera, 16 agosto 1963) è un regista e sceneggiatore tedesco.

## Biografia
È stato candidato due volte all'European Film Award per il miglior regista, nel 2002 per Catastrofi d'amore (Halbe Treppe) e nel 2008 per Settimo cielo (Wolke 9).

## Filmografia parziale
- Stilles Land (1992)
- Nachtgestalten (1999)
- Catastrofi d'amore (Halbe Treppe) (2002)
- Willenbrock (2005)
- Un'estate sul balcone (Sommer vorm Balkon) (2005)
- Settimo cielo (Wolke 9) (2008)
- Whisky mit Wodka (2009)
- Halt auf freier Strecke (2011)
- As We Were Dreaming (Als wir träumten) (2015)
- Gundermann (2018)
- Una mamma contro G.W. Bush (Rabiye Kurnaz gegen George W. Bush) (2022)
- Berlino, estate '42 (In Liebe, Eure Hilde) (2024)